# 日向精蔵
日向 精蔵（ひなた せいぞう、1911年10月19日 - 2006年5月14日）は、元駐スウェーデン大使。山口県出身。
1937年東京帝国大学法学部を卒業し外務省に入省。終戦時、国会法成立時に通訳としてかかわる。エクアドル、セイロン（現スリランカ）兼モルディブ、スウェーデン大使を歴任。2006年5月14日に肺炎のため死去。享年94。